# Campeonato de Escocia de Rugby 2012-13
El Campeonato de Escocia de Rugby (Premiership) de 2012-13 fue la 40° edición del principal torneo de rugby de Escocia.

## Sistema de disputa
El torneo se disputó en formato de todos contra todos en la que cada equipo enfrentó a cada uno de sus rivales.
El equipo que al finalizar el torneo obtuviera mayor cantidad de puntos, se coronó como campeón del torneo
El penúltimo clasificado disputó una promoción frente al subcampeón de la segunda división y el último descendió directamente a dicha categria.

## Clasificación
| Pos. | Equipo                 | Encuentros | Encuentros | Encuentros | Encuentros | Tantos | Tantos | Tantos | Puntos |
| Pos. | Equipo                 | PJ         | PG         | PE         | PP         | F      | C      | Dif    | Puntos |
| ---- | ---------------------- | ---------- | ---------- | ---------- | ---------- | ------ | ------ | ------ | ------ |
| 1.º  | Ayr RFC                | 18         | 16         | 0          | 2          | 480    | 317    | +163   | 72     |
| 2.º  | Gala RFC               | 18         | 15         | 0          | 3          | 487    | 323    | +164   | 69     |
| 3.º  | Stirling County RFC    | 18         | 8          | 1          | 9          | 468    | 529    | -61    | 46     |
| 4.º  | Edinburgh Accies       | 18         | 8          | 1          | 9          | 386    | 380    | +6     | 44     |
| 5.º  | Aberdeen Grammar Rugby | 18         | 7          | 1          | 10         | 468    | 485    | -17    | 43     |
| 6.º  | Melrose RFC            | 18         | 8          | 0          | 10         | 389    | 422    | -33    | 43     |
| 7.º  | Heriot's FP            | 18         | 7          | 1          | 10         | 434    | 440    | -6     | 42     |
| 8.º  | Currie Chieftains      | 18         | 7          | 3          | 8          | 412    | 465    | -53    | 40     |
| 9.º  | Dundee HSFP            | 18         | 7          | 0          | 11         | 453    | 509    | -56    | 38     |
| 10.º | Boroughmuir RFC        | 18         | 3          | 1          | 14         | 350    | 457    | -107   | 24     |

|  | Campeón.                                               |
|  | Repechaje frente al subcampeón de la segunda división. |
|  | Descendido.                                            |

| Bandera de Escocia |
| Campeón Ayr RFC    |
| Segundo título     |

## Promoción
| 27 de abril de 2013 | Dundee HSFP | 38 - 39 | Hawick RFC |  |  |

- Hawick asciende a la Premiership para la siguiente temporada.